# Pato-mergulhão
O pato-mergulhão (Mergus octosetaceus) é uma ave endêmica do Brasil da família Anatidae e do gênero Mergus. É uma das 10 aves aquáticas mais raras, emblemáticas e ameaçadas de extinção do mundo.
Essa ave é excepcionalmente vulnerável à degradação e destruição dos ambientes naturais. Possui comportamento bastante peculiar e é considerado uma espécie bioindicadora, onde sua comparência indica a preservação e qualidade da fauna e flora do ambiente. O Instituto Chico Mendes de Conservação da Biodiversidade (ICMBio) é responsável pela implementação e desenvolvimento do plano de ação para a preservação do pato-mergulhão, além de outras instituições que monitoram e trabalham incessantemente a favor do monitoramento e conservação de uma das espécies mais inusitadas do Brasil.

## Características
A primeira descrição se deu no Século XIX em 1817 pelo naturalista e especialista em estudo das aves, o francês Louis Jean Pierre Vieillot. Foi titulado com esse nome justamente por capturar seu alimento em seu mergulho, tendo uma visão e instinto caçador bastante aguçado, sendo detentor de várias habilidades. Seu tamanho médio é de cerca de 55 centímetros, apresentando um bico de 3,2 cm, uma cauda de 10 cm e uma asa com cerca de 21 cm. Possui pés vermelhos. A espécie possui um bico alongado, fino, côncavo e serrilhado que confere a ela um título de embaixador das águas na captação de peixes no ato do mergulho e costuma repousar em rochas, troncos e galhos caídos. O macho apresenta um penacho preto esverdeado enquanto a fêmea apresenta um comprimento reduzido com uma coloração chocolate. Citado em inúmeras listas brasileiras e internacionais de espécies em declínio acentuado, foi reconhecido como "Símbolo das águas brasileiras" em 26 de março de 2018, em portaria assinada pelo ministro do Meio Ambiente.

### "Dentes no bico"
Outra característica bastante peculiar dessa ave é a estrutura de seu bico, bem diferente dos outros patos, o pato-mergulhão é detentor de uma face lateral de seu bico cheia de expansões que remetem pequenos "dentes". Essas estruturas em seu bico são comumente utilizadas no seu ato de mergulho, capturando pequenos alevinos e outros seres dos quais se alimentam. Diferentemente dos outros patos do mesmo gênero, que se alimentam de vegetais.

## Distribuição geográfica
Sua população é mais encontrada em áreas montanhosas com rios de pouca profundidade, limpos, transparentes e com correntes rápidas. Devido ao intenso desmatamento em seu habitat para a agropecuária, instalação de hidrelétricas (como é o caso da Usina Monte Santo no Rio Sono), assoreamento dos rios e a poluição. O pato-mergulhão encontra-se tanto na Lista Vermelha da IUCN quanto na lista de espécies da fauna brasileira ameaçadas de extinção como em perigo crítico.

### Por que preservar o pato-mergulhão
Estima-se que haja em todo mundo apenas de 200 a 250 indivíduos, sendo mais encontrados na Serra da Canastra em Minas Gerais, na Chapada dos Veadeiros em Goiás e no Parque Estadual do Jalapão no Tocantins, áreas que garantem a preservação da biodiversidade da região. Tendo registros recentes de uma restrita população na Serra do Mar em São Paulo. Desta forma, é válido ressaltar a importância das unidades de conservação a fim de garantir a sobrevivência desta espécie.

## Reprodução
O pato-mergulhão que forma pares para toda a vida, ou seja, é monogâmico. Apresenta um comportamento sedentário e seu período reprodutivo se dá por volta de junho a setembro. A cópula entre o macho e a fêmea pode durar cerca de 15 a 25 segundos e as aves formam ninhos em ocos de árvores ou até mesmo em cavidades rochosas. O papel de incubação é dado pela fêmea enquanto o macho fica patrulhando ou descansando no leito do rio. Após o nascimento, os jovens permanecem com seus pais ou podem debandar a procura de outro território.
Há relatos de reprodução em cativeiro, como é o caso do Zooparque Itatiba, zoológico que faz parte do Plano de Ação Nacional para a Conservação do Pato-mergulhão desenvolvido pelo ICMBio, que pela primeira vez no mundo foi palco deste fato peculiar, onde na ocasião nasceram 4 filhotes da espécie

## Base alimentar
A dieta do pato-mergulhão é constituída principalmente por pequenos peixes, larvas de insetos, pequenas enguias e caracóis. A fim de conseguir seu sustento o mesmo sobe e desce o leito do rio. Justamente por isso, a ave necessita de correntes de água límpida e translúcida. Quando há a conservação da mata ciliar, os rios dispõem de muito mais peixes, podendo-se destacar o lambari, que é o prato predileto desta ave.

## Monitoramento do pato-mergulhão
O Instituto Terra Brasilis de Desenvolvimento Socioambiental em 2008 iniciou o programa de monitoramento do pato-mergulhão na Serra da Canastra em Minas Gerais. Onde, por sua vez, tinha na ocasião o intuito primordial de determinar aspectos de sua biologia bem como quantificar área de seu território, padrão de disseminação dos jovens, dominação de novas localidades e estimativas mais fidedignas sobre o tamanho da população da espécie na região. Durante as campanhas foram utilizadas redes com malha de 10 cm, no sentido transversal ao curso d´água. Totalizando 29 indivíduos, sendo 19 jovens e 10 adultos, com idades aproximadas entre 2 a 3 meses. Os indivíduos foram marcados com anilhas do Centro Nacional de Pesquisa e Conservação de Aves Silvestres ( CEMAVE), rádios transmissores e identificação individual de cores (Licença SISBIO/IBAMA nº 12662‑2 e Licença Cemave nº 3042).

### Modelagem de nichos ecológicos
A modelagem de nichos ecológicos vem se tornando uma grande ferramenta em planos de conservação e preservação de espécies ou até mesmo em estudos referentes à ecologia, evolução e biogeografia. Alavancadas por técnicas promissoras desenvolvidas nos últimos tempos, os modelos de nichos ecológicos são baseados em dados de presença de espécies atrelados a dados empíricos, a fim de estabelecer modelos teóricos ou projeções que combinam a presença ou não de uma determinada espécie. Algumas variáveis são levadas em consideração: temperatura média anual, amplitude térmica, precipitação anual, índice de umidade topográfica bem como a altitude e a sazonalidade de precipitação. Esse conjunto de fatores, assim como outras variáveis, determinam os modelos praticáveis para cada espécie a ser estudada.

### Projeto Evitando a extinção do pato-mergulhão
Em janeiro de 2018, surgiu no município de Alto Paraíso de Goiás, na região da Chapada dos Veadeiros, o projeto "Evitando a extinção do pato-mergulhão", onde na ocasião se tinha intuito primordial de iniciar pesquisas, monitoramento, e ações de capacitação e conscientização pública sobre o estado de preservação da espécie. O projeto é financiado pelo Instituto Internacional de Educação do Brasil (IIEB) em parceria com o Fundo de Parceria para Ecossistemas Críticos (CEPF) com duração de 2 anos sendo o Instituto Amada Terra de Inclusão Social (IAT) responsável em executar o projeto.

## Difícil de ver
Até os anos 90 pouco se sabia a respeito dos hábitos do pato-mergulhão, que foi dado como extinto nas décadas de 40 e 50. Na década de 90 foi descoberta uma restrita população no Parque Nacional da Serra da Canastra, que está sendo minuciosamente zelada e monitorada por pesquisadores. Devido à brusca redução populacional desta ave, regiões antes dadas como locais de ocorrência da espécie, como é o caso dos estados de Rio de Janeiro, Santa Catarina, São Paulo ou até mesmo a Argentina e o Paraguai, atualmente têm raríssimas observações registradas desta espécie.

## Conservação
Em 2006, o IBAMA divulgou o Plano de Ação Nacional para a Conservação do Pato-mergulhão, que expõe informações sobre a biologia da espécie, assim como a indicação da importância das unidades de conservação para preservação desta espécie. Na ocasião também foi discutida a realização de estudos que visam quantificar os impactos das atividades turísticas em locais de ocorrência da espécie, impactos na economia regional, levantamento de espécies exóticas em áreas de ocorrência do pato-mergulhão, criação de um programa de reprodução em cativeiro, assim como o aprofundamento dos estudos em genética e também a criação de um banco de dados sobre a espécie. Com intuito de chamar a atenção da sociedade para o risco de extinção do pato-mergulhão, o ICMBio ministrou uma palestra sobre a ave no 8°Fórum Mundial da Água em março de 2018, com participação do Ministério do Meio Ambiente (MMA) e do Instituto Terra Brasillis.

## Referência
1. ↑  BirdLife International. (2019). «Mergus octosetaceus». Lista Vermelha de Espécies Ameaçadas. 2019: e.T22680482A143756439. doi:10.2305/IUCN.UK.2019-3.RLTS.T22680482A143756439.en. Consultado em 30 de Janeiro de 2022
2. ↑  Paixão, Paulo (Verão de 2021). «Os Nomes Portugueses das Aves de Todo o Mundo» (PDF) 2.ª ed. A Folha — Boletim da língua portuguesa nas instituições europeias. ISSN 1830-7809. Consultado em 5 de abril de 2024. Cópia arquivada (PDF) em 23 de abril de 2022
3. ↑  José Fernando Pacheco; Luís Fábio Silveira; Alexandre Aleixo;  et al. (26 de julho de 2021), Lista comentada das aves do Brasil pelo Comitê Brasileiro de Registros Ornitológicos – segunda edição, doi:10.5281/ZENODO.5138368, Wikidata Q108322590
4. 1 2  Dianes, Marcelino (1 de maio de 2017). «Pato-mergulhão pode ser extinto no Tocantins com instalação de usina hidrelétrica». Natureza e Conservação. Consultado em 18 de outubro de 2018
5. 1 2 3 4 5  «Pato mergulhão». Wiki Aves. Consultado em 18 de outubro de 2018
6. ↑  «Pato ameaçado de extinção: a descoberta de ovos que dá esperança para ave rara no Brasil». noticias.uol.com.br. Consultado em 4 de dezembro de 2020
7. ↑  «Embaixador da Águas». Instituto Terra Brasilis de Desenvolvimento Socioambiental. Consultado em 30 de outubro de 2018
8. 1 2  Silveira, Luis (20 de janeiro de 2011). «o Pato mais ameaçado das Américas» (PDF). )Revista Cães e cia (Usp). p. 52. Consultado em 30 de outubro de 2018
9. ↑  «Aves em extinção». Lista vermelha Ba. Consultado em 1 de outubro de 2018
10. ↑  «Mergus Octosetaceus». Ministério do Meio Ambiente , É do Brasil. Consultado em 30 de setembro de 2018
11. ↑  Ribeiro, Flávia (26 de junho de 2011). «Dispersão e maturidade sexual de Mergus octosetaceus.» (PDF). Instituto Terra  Brasilis. Artigo. Sociedade Brasileira de Ornitologia. Consultado em 15 de novembro de 2018
12. ↑  Arantes, Bruno (10 de fevereiro de 2012). «Modelagem de nicho ecológico aplicado a conservação do Pato-Mergulhão» (PDF). Dissertação. Universidade Federal de Uberlândia
13. ↑  Beatriz, Maria (16 de julho de 2018). «Evitando a extinção do Mergus Octosetaceus». Instituto Internacional de Educação do Brasil. Consultado em 15 de novembro de 2018
14. ↑  «Ações de conservação». Instituto Chico Mendes de Biologia  (Icmbio). 14 de julho de 2014. Consultado em 18 de outubro de 2018